# موریچز (نیویورک)
موریچز (به انگلیسی: Moriches) یک منطقهٔ مسکونی در ایالات متحده آمریکا است که در شهرستان سافک، نیویورک واقع شده‌است. موریچز ۵٫۹ کیلومتر مربع مساحت و ۲٬۸۳۸ نفر جمعیت دارد و ۷ متر بالاتر از سطح دریا واقع شده‌است.